# Немішаєве (станція)
Неміша́єве — проміжна залізнична станція 4-го класу Коростенського напрямку Київської дирекції залізничних перевезень Південно-Західної залізниці. Розташована на території селища Немішаєве. Станція розміщується між зупинною платформою Кічеєве (відстань — 3 км) та залізничною станцією Клавдієво (відстань — 6 км).
У 1900 році одночасно розпочались будівельні роботи на всіх дільницях майбутньої лінії залізниці Київ — Ковель. В 1902 році була відкрита платформа 39-та верста, у 1908 році вона отримала назву Немішаєве-І, на честь Клавдія Немішаєва — начальника Південно-Західної залізниці (так само, як і станція Клавдієво). Стара будівля вокзалу станції не збереглася — була зруйнована під час війни, первісна будівля була подібна до вокзалів станцій Буча, Бородянка.
1960 року станцію було електрифіковано під час електрифікації лінії Ворзель — Клавдієво.
2008—2009 р. станцію разом із будівлею вокзалу реконструйовано. До 100-річчя станції та селища на будівлі вокзалу було встановлено меморіальну дошку.
У грудні 2017 року запущено додатково 12 пар прискорених електропоїздів Святошин-Немішаєве.